# 堀幸雄
堀 幸雄（ほり ゆきお、1929年 - 2009年）は、日本の評論家。
東京府生まれ。1953年青山学院大学商学部卒業、毎日新聞社入社。1986年愛媛大学教授。1989年東北福祉大学教授。1999年東北文化学園大学教授、2003年退職。右翼研究もおこなう。明治大学講師も務めた。

## 著書
- 公明党論 その行動と体質 青木書店 1973
- 戦後の右翼勢力 勁草書房 1983.6
- 右翼辞典 三嶺書房 1991.2
- 戦前の国家主義運動史 三嶺書房 1997.12
- 戦後政治史 一九四五-六〇 南窓社 2001.4
- 最新右翼辞典 柏書房 2006.11
- 戦後の右翼勢力 新装版 勁草書房 2017.5

## 参考
- http://bookweb.kinokuniya.co.jp/htm/4760130233.html